# Эссен, Сири фон
Сири фон Эссен (швед. Sigrid «Siri» Sofia Matilda Elisabet von Essen, 17 августа 1850 — 22 апреля 1912) — шведскоязычная финская дворянка и актриса.

## Биография
Сигрид фон Эссен родилась в Порвоо в 1850 г. Она была дочерью финско-шведского капитана, дворянина и землевладельца Карла Рейнхольда фон Эссена и Элизабет Шарлотты Ин де Бету.
Сигрид с детства мечтала стать актрисой, но в те времена это было не самым подходящей профессией для дворянки. Заниматься актёрской деятельностью ей запрещали как отец, так и её первый муж. И только второй муж, Август Стриндберг, поддержал её стремления. Она не посещала, как многие артисты, актёрскую школу Dramatens elevskola, а брала частные уроки у Кнута Альмлёфа и Бетти Деланд.
В начале 1877 г. она дебютировала в Королевском драматическом театре в роли Камиллы в A Theatre Play по Л. Лерою и роли Джейн в «Джейн Эйр» по Шарлотте Бирх-Пфейфер. Её успех был довольно умеренным, но её приняли актрисой в Драматический театр, где она проработала до 1881 г. В дальнейшем с 1882 по 1893 гг. она работала в Шведском театре в Гельсингфорсе. Она также была режиссёром в экспериментальном театре, основанном Стриндбергом в Копенгагене в 1889 г. Здесь она играла в пьесах Стриндберга: Юлию в «Фрёкен Юлия» и Мадам X в Den starkare. Театр был распущен из-за финансовых проблем.
С 1894 г. Сири в Гельсингфорсе давала частные уроки актёрского мастерства, одной из ее учениц была Марта Хедман.
В целом театральные критики положительно отзывались о её грации и естественности сыгранных персонажей, но отмечали, что её выступлениям не хватало энергии и страсти и слабость голоса. Август Стриндберг специально для неё написал несколько пьес, которые учитывали её особенности.
С 1877 г. Сири писала статьи для газет и переводила пьесы. Она была журналисткой для газеты Morgenbladet в Гельсингфорсе (1876 г.) и Копенгагене (1881 г.). После переезда в Финляндию в 1893 г. она продолжала переводческую работу. Она также выступала с концертами.

## Личная жизнь
В 1872 г. Сири вышла замуж за барона Карла Густава Врангеля аф Саусс, родила от него дочь Сигрид, но развелась с ним в 1876 г., поскольку он негативно относился к её желанию сделать карьеру актрисы и вдобавок изменял ей.
В 1877 г. она вступила в брак во второй раз за Августа Стриндберга. Этот брак считался мезальянсом. В этом браке родились четверо детей: Керстин (умерла через два дня после рождения), Карин, Грета и Ганс. В 1891 г. распался и этот брак, поскольку Август Стриндберг заподозрил Сири в лесбийской любовной связи с её подругой Мари Давид.